# 가면라이더 아기토
가면라이더 아기토(일본어: 仮面ライダーアギト 카멘라이다 아기토[*])는 일본 토에이의 2000년대 가면라이더 시리즈 2번째 작품으로, 2001년 1월 7일부터 2001년 12월 30일까지 TV 아사히에서 방영된 특수촬영 드라마이다. 또한 작품에 등장하는 라이더를 가리키기도 한다. 30주년 기념 작품임을 표시하기 위해 1화 처음에 "30th Anniversary"라고 표기하였다.
"아기토"라는 이름은 고대 일본어에서 한자어 '악문'(顎門)을 아기토(일본어: あぎと)로 읽은 것과, 알파벳 표기 Agito가 라틴어로 '각성' 또는 '도전'을 의미하는 것에서 유래하였으며, 로마자 표기 "ΑGITΩ"는 성경에 쓰여져 있는 "알파에서 시작하여 오메가로 끝나리라"라는 문장에서 유래하였다.
선전 문구는 "각성해라, 그 영혼을."(일본어: 目覚めろ、その魂 메자메로, 소노 타마시이[*])이다.

## 배경
아기토의 배경은 2001년으로, 류큐 제도의 외딴 섬 해안에 사람의 지식을 뛰어넘은 수수께끼의 유물, "오파츠"가 흘러들어왔다. 그 시기와 함께, 일본 각지에서 인간의 힘으로는 절대 불가능한 살해 방법을 쓴 엽기적 연쇄 살인 사건이 발생한다. 경시청은 이 살인 사건의 범인을 일찍이 사라졌던 미확인 생명체와는 다른 수수께끼의 생명체, "언노운"(Unknown)이라고 명명하고, 미확인 생명체 대책반 사울(SAUL - Squad of Anti Unidentified Lifeforms)에 전속 수사를 명령했다. 사울에 소속된 젊은 특무 형사 히카와 마코토, 치명적인 중상을 입은 뒤 변해버린 자신의 몸에 공포를 느끼는 대학생 아시하라 료, 기억을 잃어버리고 본능에 따라 언노운들을 싸우는 가업을 계승한 청년 츠가미 쇼이치, 이 세 명의 이야기가 교차하면서 가면라이더 아기토의 이야기가 시작된다.

## 주요 등장 인물
- 츠가미 쇼이치(일본어: 津上翔一 츠가미 쇼우이치[*])  - 가면라이더 아기토, 전광주

4월 1일생, 나이 21세. 《가면라이더 아기토》의 주인공으로, 일명 "이미 가면라이더인 남자"(일본어: 既に仮面ライダーである男 스데니 카멘라이다데 아루 오토코[*])이다. 2001년 9월 21일, 기억을 잃어버리고 쓰러져 있었다가 구출되어 심리학자 미스기 요시히코의 집에 신세를 지고 있다. 변신 벨트 얼터링의 힘으로 가면라이더 아기토로 변신한다. 언노운을 감지하는 능력을 가지고 있다. 나중에 바다에서 일어난 "어떤 사고"로 인해 기억을 잃어버린 것이 밝혀졌으며, 본명도 "사와키 테츠야"(일본어: 沢木哲也)였던 것이 밝혀진다. 작품 종반에서 오래된 은사와 재회하여, 그의 레스토랑에서 기술을 전수받게 된다.
- 히카와 마코토(일본어: 氷川 誠 히카와 마코토[*])  - 가면라이더 G3/G3-X, 정재헌

나이 23세. 일명 "가면라이더가 되고 싶어하는 남자"(일본어: 仮面ライダーになろうとする男 카멘라이다니 나로우토 스루 오토코[*])이다. 카가와 현 경찰에서 경시청의 미확인 생명체 대책반 사울에 배속된 경찰관이다. 제너레이션 시스템의 일환으로 만들어진 슈츠인 G3와 G3-X의 장착원으로, 갑자기 나타난 언노운에 의한 엽기 살인 사건의 수사를 맡게 되었다. 가가와 현경에서 일하던 시절, 쇼이치가 기억을 잃어버리는 원인인 바다에서의 "사고"로, 쇼이치가 타고 있던 페리 "아카츠키 호"가 태풍에 휘말렸을 때 승객들을 혈혈단신으로 구조했었다. 작품 초반에 G3는 번번히 전투에서 패배했으나 중반을 거치면서 G3-X는 몇 번이나 전투에서 승리한다.
- 아시하라 료(일본어: 葦原 涼 아시하라 료우[*])  - 가면라이더 길스, 이원찬

1월 21일생, 나이 20세. 일명 "가면라이더가 되어버린 남자"(일본어: 仮面ライダーになってしまった男 카멘라이다니 낫테 시맛타 오토코[*])이다. 조호쿠 대학의 학생으로, 수영부에 소속되어 있었다. 바이크 사고를 계기로 불완전한 상태의 변신 능력이 각성하여, 변신 벨트 메타팩터에 의해 불완전한 아기토, '길스'(Gills)로 변신한다. 그러나 그로 인해 주변 사람들에게 외면당하여, 외로운 시간을 보낸다. 각성 후에는 아기토나 G3와 몇번 만났을 때, 오해로 인해 싸우게 되지만 서로의 상황을 이해하면서 그들이 언노운과 싸우는 데 동참한다. 아이라 카츠히코에게 습격당하여 한순간 목숨을 잃지만, 카자야 마나의 능력으로 소생한다. 그 후 어나더 아기토의 습격을 받아 빈사 상태의 중상을 입지만, 각성한 아기토의 힘을 받아 부활, 완전한 아기토, '익시드 길스'(Exceed Gills)로 진화하기에 이른다.

## 로드
로드(Lord, 일본어: ロード 로도[*])는 아기토, G3, 길스 등과 적대하는 종족들로, 경시청에서는 "언노운"(일본어: アンノウン 안논[*])으로 분류하고 있는 생명체들이다. 2년 전에 인간들을 습격했던 미확인 생명체와는 별도의 종족들이다. '신'(神)인 "어둠의 힘" (오버로드)을 숭배하고 있다. 이들의 궁극적인 목적은 "어둠의 힘"이 두려워하는 아기토를 없애버리는 것으로, 아기토가 될 가능성이 있는 인간(초능력자)이나 그 혈족을 살해하는 것이다. (태아를 포함.) 작품 중반 이후에는 물, 바람, 대지를 관장하는 고위 언노운들인 "엘 로드"가 등장한다.

## 방영 목록
1. 전사의 각성 (일본어: 戦士の覚醒 센시노 카쿠세이[*])
2. 푸른 폭풍 (일본어: 青の嵐 아오노 아라시[*])
3. 나의 변신 (일본어: 俺の変身 오레노 헨신[*])
4. 퍼즐 해독 (일본어: パズル解読 파즈루 카이도쿠[*])
5. 제3의 전사 (일본어: 第３の戦士 다이산노 센시[*])
6. 슬픈 괴주먹 (일본어: 哀しき妖拳 카나시키 요켄[*])
7. 기억의 한 조각 (일본어: 記憶の一片 키오쿠노 잇펜[*])
8. 붉은 불꽃의 검 (일본어: 赤い炎の剣 아카이 호노오노 츠루기[*])
9. 2명의 G3 (일본어: ２人のＧ３ 후타리노 지스리[*])
10. 은색 점과 선 (일본어: 銀の点と線 긴노 텐토 센[*])
11. 이어지는 과거 (일본어: 繋がる過去 츠나가루 카코[*])
12. 호수의 격돌! (일본어: 湖の激突! 미즈우미노 케키토츠![*])
13. 아버지의 실마리 (일본어: 父の手掛かり 치치노 테카카리[*])
14. 최강 킥 (일본어: 最強キック 사이쿄 킷쿠[*])
15. 함정의 시작 (일본어: 罠の始まり 와나노 하지마리[*])
16. 괴상한 여자 (일본어: 怪しい女… 아야시이 온나[*])
17. 포획 작전! (일본어: 捕獲作戦! 호카쿠 사쿠센![*])
18. 새로운 보스 (일본어: 新しいボス 아타리시이 보스[*])
19. 해산 결정? (일본어: 解散決定？ 카이산 켓테이?[*])
20. 어떤 각성 (일본어: 或る目覚め 아루 메자메[*])
21. 폭주하는 힘 (일본어: 暴走する力 보소스루 치카라[*])
22. 운명의 대결 (일본어: 運命の対決 운메이노 타이케츠[*])
23. 자격이 있는 사람 (일본어: 資格ある者 시카쿠 아루 모노[*])
24. 완벽 머신 (일본어: 完璧マシン 칸페키 마신[*])
25. 다시 돌격! (일본어: 激突再び！ 게키토츠 후타타비![*])
26. 되살아난 기억 (일본어: 甦った記憶 요미가엣타 키오쿠[*])
27. 료, 죽다… (일본어: 涼、死す… 료, 시스…[*])
28. 어느 여름의 날 (일본어: あの夏の日 아노 나츠노 히[*])
29. 숫자의 수수께끼?! (일본어: 数字の謎？！ 스지노 나조?![*])
30. 숨겨진 힘 (일본어: 隠された力 카쿠사레타 치카라[*])
31. 사람이 사는 곳 (일본어: 人の居場所 이토노 이바쇼[*])
32. 길스 부활 (일본어: ギルス復活 기루스 후카츠[*])
33. 나타난 적 (일본어: 現れた敵 아라와레타 테키[*])
34. 불러내 만난 영혼 (일본어: 呼び逢う魂 요비아우 타마시이[*])
35. 수수께끼의 구세주 (일본어: 謎の救世主 나조노 큐세이슈[*])
36. 네번째 남자 (일본어: ４人目の男 요닌메노 오토코[*])
37. 암흑의 전사 (일본어: 暗闇の戦士 안코쿠노 센시[*])
38. 그 정체… (일본어: その正体… 소노 쇼타이…[*]
39. 길스 포효 (일본어: ギルス咆哮 기루스 호코[*])
40. 공동 전선! (일본어: 共同戦線！ 쿄도 센센![*])
41. 빛과 어둠 (일본어: 光と闇 히카리토 야미[*])
42. 아카츠키 호 (일본어: あかつき号 아카츠키고[*])
43. 움직이기 시작한 어둠 (일본어: 動きだす闇 우고키다스 야미[*])
44. 아버지와 누나와… (일본어: 父と姉と… 치치토 아네토[*])
45. 빼앗긴 힘 (일본어: 奪われた力 우바와레타 치카라[*])
46. 전사, 그 유대 (일본어: 戦士その絆)
47. 하늘의 수수께끼! (일본어: 天空の怪! 텐쿠노 카이![*])
48. 별의 지배자 (일본어: 星の支配者 호시노 시하이샤[*])
49. 절멸의 발소리 (일본어: 絶滅の足音 제츠메츠노 아시오토[*])
50. 지금, 싸울 때 (일본어: 今、戦う時 이마, 다타카우 토키[*])
51. 아기토 (일본어: AGITΩ 아기토[*])

## 특별판

### 프로젝트 G4
- 극장판 가면라이더 아기토 프로젝트 G4(일본어: 劇場版 仮面ライダーアギト PROJECT G4 게키조반 카멘라이다 아기토 프로제쿠토 지 포[*])는 2001년 9월 22일, 백수전대 가오레인저 극장판 "울부짖어라, 불의 화산"과 동시에 개봉하였다. 제너레이션 시스템 계획의 하나로 만들어진 가면라이더 G4가 등장한다.

### 새로운 변신
특별판 새로운 변신(일본어: 新たなる変身 아라타나루 헨신[*])은 2001년 10월 1일 공개되었다. G3-마일드, 아기토의 샤이닝 폼이 등장한다. 극장판 프로젝트 G4의 프리퀄이 되는 영상..

### 3대 라이더
특별판 가면라이더 아기토 3대 라이더(일본어: 仮面ライダーアギト 3大ライダー 카멘라이다 아기토 산다이 라이다[*])는 아기토, G3, 길스와 로드들 간의 대결을 담은 하이퍼 배틀 DVD이다.

## 출연
- 츠가미 쇼이치 - 카슈 토시키
- 히카와 마코토 - 카나메 준
- 아시하라 료 - 토모이 유스케
- 카자야 마나 - 아키야마 리나
- 오자와 스미코 - 후지타 토코
- 호조 토오루 - 야마사키 준
- 키노 카오루 - 키쿠치 다카노리
- 사와키 테츠야 - 오가와 아츠시
- 수수께끼의 청년 - 하네오 레이
- 수수께끼의 소년 (5화 ~ 8화), 빛의 힘/아기토의 목소리 - 카미키 류노스케
- 코노 코지 - 타구치 카즈마사
- 오무로 다카히로 - 시바타 아키요시
- 미스기 타이치 - 타나베 토키마사
- 마지마 코지 - 코타니 요시카즈
- 사카키 아키 - 사쿠마 마사코
- 미스기 요시히코 - 마스 타케시
- 쿠니에다 히가시 박사 (특별판) - 쿄모토 마사키
- 내레이션 - 스즈키 에이이치로

### 프로젝트 G4
- 미즈키 시로 - 카라토 료
- 후카미 리사 - 오자와 마주
- 카하라 사야카 - 키무라 아카네
- 모토이 레이 - 오오타카 리키야
- 햄버거 가게의 손님 - 나카무라 슌스케
- 사야카의 아버지 - 우지키 츠요시
- 사야카의 어머니 - 와타나베 노리코
- 경시총감 - 후지오카 히로시 (우정출연)

### 슈트 배우
- 가면라이더 아기토 - 다카이와 세이지
- G3/G3-X - 이토 마코토
- 길스 - 오시카와 요시후미
- 어나더 아기토 - 시라이 마사시
- G4, G3 마일드 - 오카모토 지로